# 풍속 (속도)

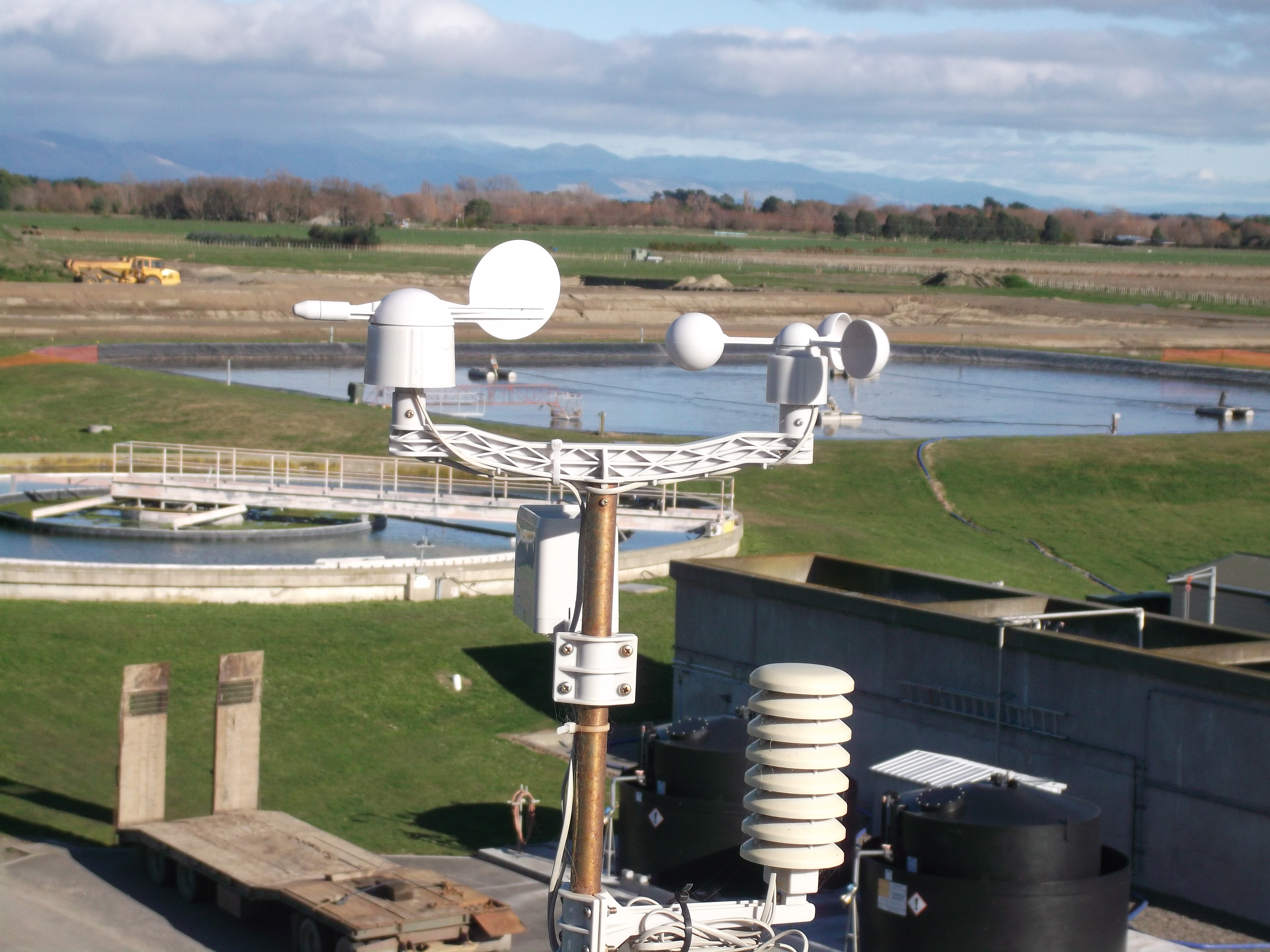
풍속계는 일반적으로 풍속을 측정하는 데 사용된다.

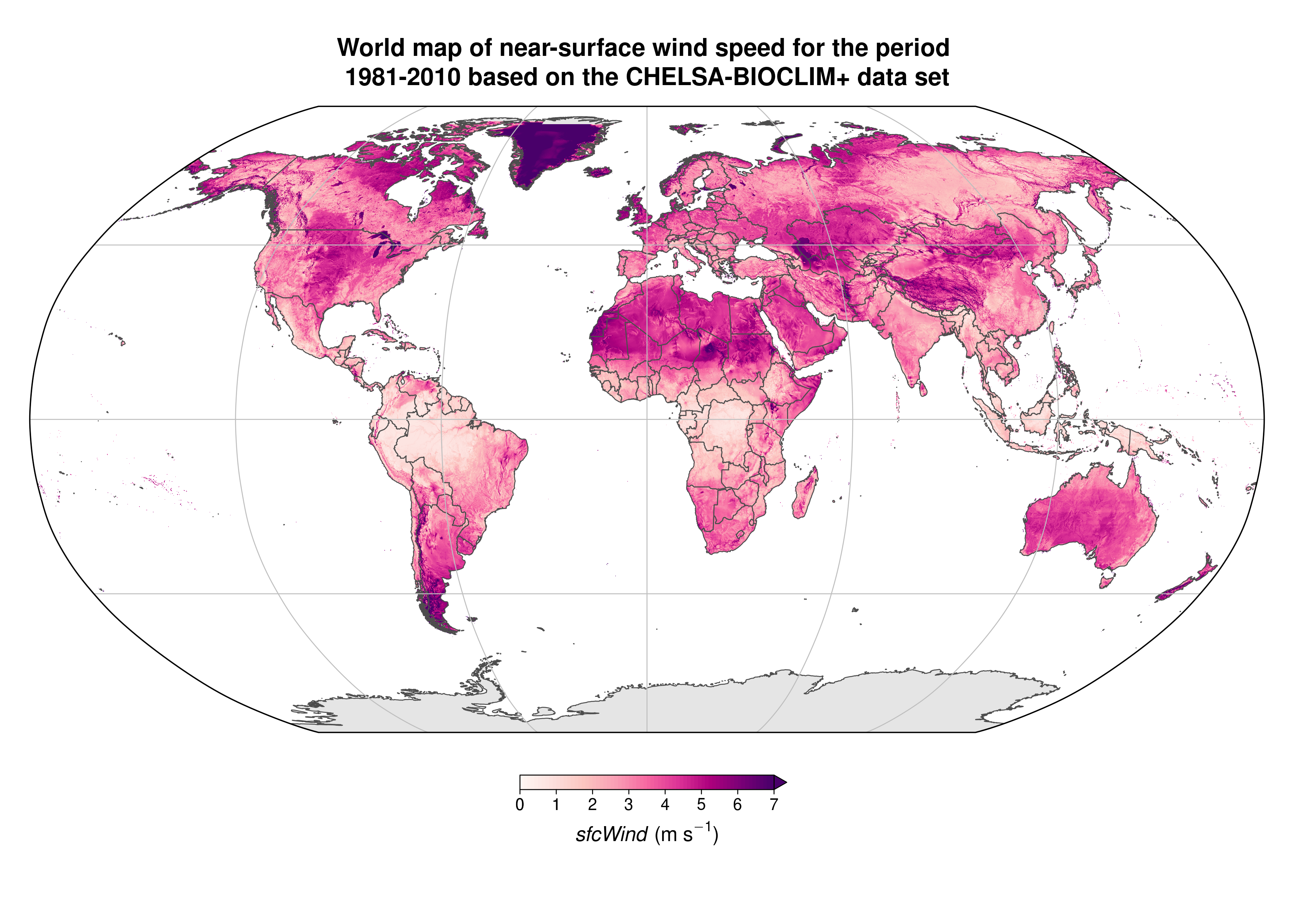
CHELSA-BIOCLIM+ 데이터 세트에서 1981-2010년 평균 지상 10m 풍속의 전 세계 분포

기상학에서  풍속(風速) 또는 바람의 유량 속도는 일반적으로 기온 변화로 인해 공기가 고기압에서 저기압으로 이동하여 발생하는 기본적인 대기량이다. 풍속은 이제 일반적으로 풍속계로 측정된다.
풍속은 일기예보, 항공 및 해운 운항, 건설 프로젝트, 많은 식물 종의 성장 및 물질대사율에 영향을 미치며 수많은 다른 의미를 가진다. 풍향은 지구의 자전으로 인해 (예상과 달리 수직이 아닌) 보통 등압선과 거의 평행하다.

## 단위
미터 매 초 (m/s)는 속도의 SI 단위이자 세계기상기구에서 풍속 보고를 위해 권장하는 단위이며, 특히 노르딕 국가의 일기 예보에 사용된다. 2010년부터 국제 민간 항공 기구 (ICAO) 또한 활주로 접근 시 풍속 보고를 위해 미터 매 초를 권장하며, 이전 권장 사항인 킬로미터 매 시 (km/h)를 대체했다.
역사적인 이유로 마일 매 시 (mph), 노트 (kn), 및 피트 매 초 (ft/s)와 같은 다른 단위도 때때로 풍속을 측정하는 데 사용된다. 역사적으로 풍속은 바다 또는 육상에서 특정한 바람 효과를 시각적으로 관찰한 것에 기반한 보퍼트 풍력 계급을 사용하여 분류되기도 했다.

## 풍속에 영향을 미치는 요인
풍속은 다양한 규모(미세 규모에서 거시 규모까지)로 작동하는 여러 요인과 상황에 의해 영향을 받는다. 여기에는 기압 경도력, 로스비 파동, 제트류 및 국지적인 날씨 조건이 포함된다. 풍속과 풍향 사이에는 특히 기압 경도력과 지형 조건과 관련된 연관성도 발견된다.
기압 경도력은 대기 또는 지구 표면의 두 지점 사이의 기압 차이를 설명한다. 기압 경도력은 풍속에 매우 중요하며, 기압 차이가 클수록 바람이 더 빠르게 (고기압에서 저기압으로) 흐르며 변화를 균형시킨다. 기압 경도력은 코리올리 효과 및 마찰력과 결합될 때 풍향에도 영향을 미친다.
로스비 파동은 상층 대류권의 강한 바람이다. 이들은 전 지구적 규모로 작동하며 서쪽에서 동쪽으로 이동한다 (따라서 편서풍으로 알려져 있다). 로스비 파동 자체는 하층 대류권에서 경험하는 것과는 다른 풍속을 가진다.
국지적인 날씨 조건은 풍속에 영향을 미치는 데 핵심적인 역할을 한다. 허리케인, 계절풍, 사이클론과 같은 이상 기상 현상의 형성이 바람의 유속에 크게 영향을 미칠 수 있기 때문이다.

## 최고 속도

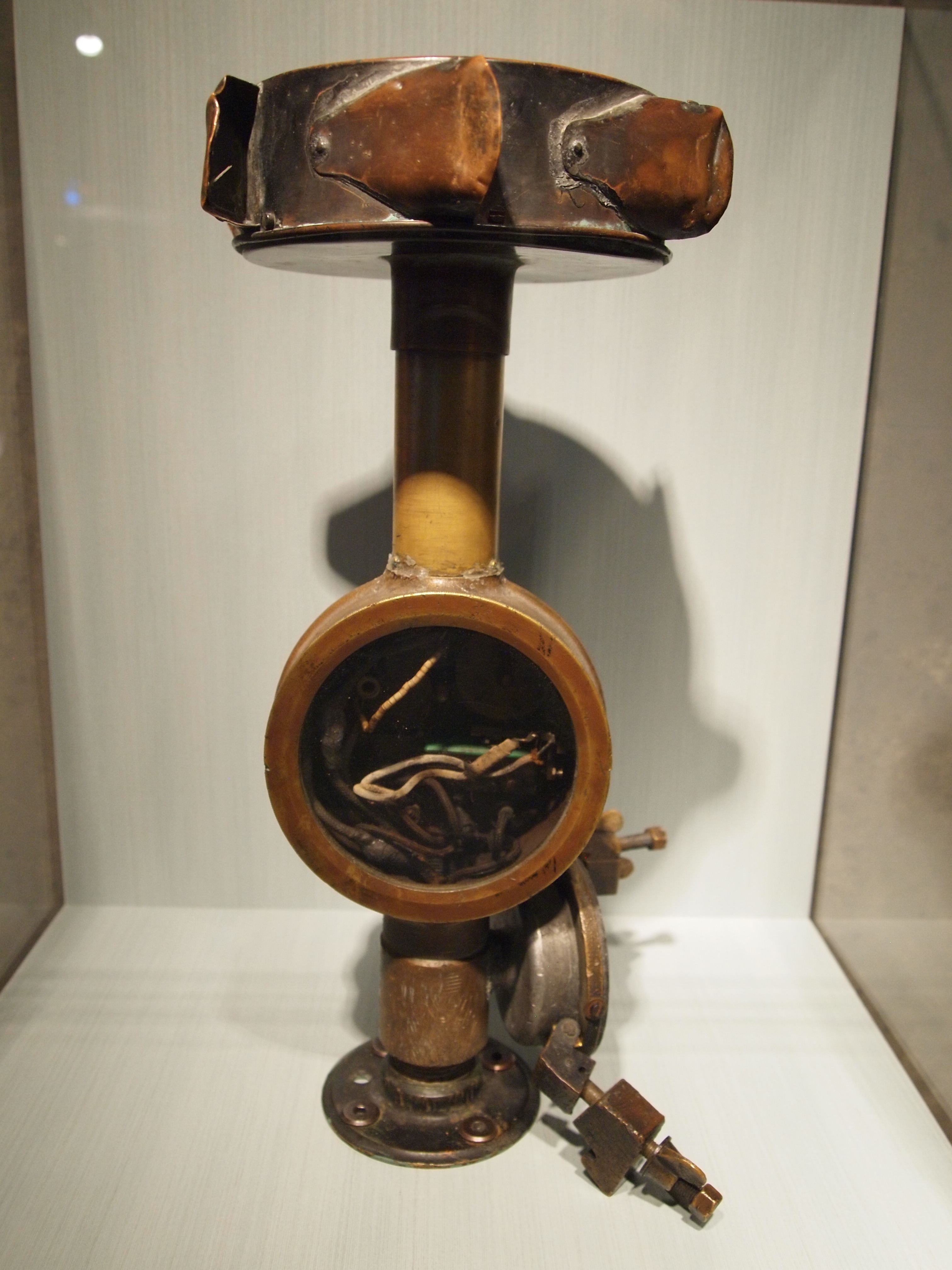
1934년 마운트 워싱턴 천문대에서 "더 빅 윈드"를 측정했던 원래 풍속계

### 토네이도 외
토네이도와 관련 없는 가장 빠른 풍속은 1996년 4월 10일 열대 사이클론 올리비아 통과 중에 기록되었다. 오스트레일리아 배로 섬의 자동기상관측장비는 최대 돌풍 속도 113.3 m/s (408 km/h; 253 mph; 220.2 kn; 372 ft/s)를 기록했다. 이 돌풍은 WMO 평가단에 의해 평가되었으며, 그들은 풍속계가 기계적으로 견고하고 돌풍이 통계적 확률 내에 있음을 확인하고 2010년에 이 측정을 비준했다. 풍속계는 지상 10m (해발 64m)에 설치되었다. 사이클론 동안 83 m/s (300 km/h; 190 mph; 161 kn; 270 ft/s)를 초과하는 여러 극한 돌풍이 기록되었으며, 최대 5분 평균 속도는 49 m/s (180 km/h; 110 mph; 95 kn; 160 ft/s)였다. 극한 돌풍 계수는 평균 풍속의 2.27–2.75배 정도였다. 돌풍의 패턴과 규모는 사이클론의 이미 강한 눈벽에 메소볼텍스가 내장되어 있었음을 시사한다.
현재, 공식적으로 기록된 두 번째로 높은 지상 풍속은 1934년 4월 12일 미국 마운트 워싱턴 (뉴햄프셔) 천문대 (해발 1,917 m (6,288 ft))에서 열선 풍속계를 사용하여 측정된 103.266 m/s (371.76 km/h; 231.00 mph; 200.733 kn; 338.80 ft/s)이다. 마운트 워싱턴에서 사용하도록 특별히 설계된 이 풍속계는 나중에 미국 미국 국립기상청에서 테스트되었으며 정확성이 확인되었다.

### 토네이도성
특정 대기 현상(토네이도 등) 내의 풍속은 이러한 값을 크게 초과할 수 있지만, 정확하게 측정된 적은 없다. 이러한 토네이도성 바람을 직접 측정하는 것은 드물다. 격렬한 바람이 기기를 파괴할 것이기 때문이다. 속도를 추정하는 한 가지 방법은 도플러 온 휠스 또는 이동식 도플러 기상 레이더를 사용하여 원격으로 풍속을 측정하는 것이다. 이 방법을 사용하여 오클라호마 대학교가 소유하고 운영하는 이동식 레이더(RaXPol)는 2013 엘 리노 토네이도 내부에서 최대 150 미터 매 초 (340 mph; 540 km/h)의 바람을 기록했으며, 이는 역사상 레이더로 관측된 가장 빠른 바람이다. 1999년에는 이동식 레이더가 5월 3일 오클라호마주의 1999 브리지 크릭-무어 토네이도 동안 최대 135 m/s (490 km/h; 300 mph; 262 kn; 440 ft/s)의 바람을 측정했지만, 동일한 토네이도에 대해 142 m/s (510 km/h; 320 mph; 276 kn; 470 ft/s)라는 또 다른 수치가 인용되기도 했다. 그러나 악천후 연구 센터에서 그 측정에 사용한 또 다른 수치는 135 ± 9 m/s (486 ± 32 km/h; 302 ± 20 mph; 262 ± 17 kn; 443 ± 30 ft/s)이다. 하지만 도플러 기상 레이더로 측정된 속도는 공식 기록으로 간주되지 않는다.

### 다른 행성에서
외계 행성의 풍속은 훨씬 더 높을 수 있다. 워릭 대학교의 과학자들은 2015년에 HD 189733b의 바람이 2,400 m/s (8,600 km/h; 4,700 kn)이라고 판단했다. 보도 자료에서 대학은 HD 189733b의 풍속을 측정하는 데 사용된 방법이 지구와 유사한 외계 행성의 풍속을 측정하는 데 사용될 수 있다고 발표했다.

## 측정

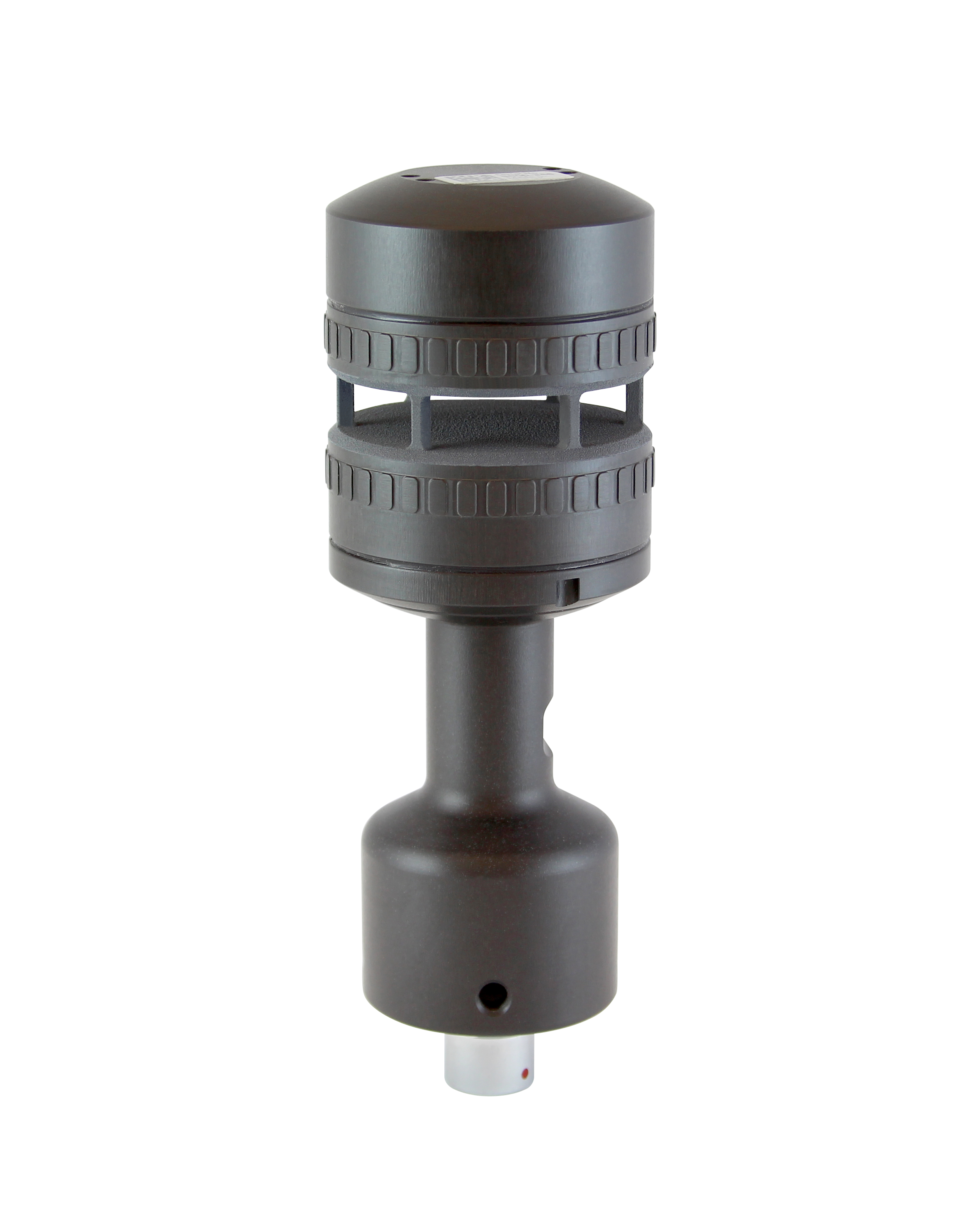
FT742-DM 음향 공명 풍속 센서, 현재 마운트 워싱턴 천문대에서 풍속을 측정하는 데 사용되는 장비 중 하나

풍속계는 풍속을 측정하는 데 사용되는 도구 중 하나이다. 수직 기둥과 3개 또는 4개의 오목한 컵으로 구성된 장치인 풍속계는 공기 입자의 수평 이동(풍속)을 포착한다.

현대 풍속계로 풍속 측정에 사용된다

전통적인 컵-베인 풍속계와 달리, 초음파 풍속 센서는 움직이는 부품이 없으므로 풍력 터빈과 같이 유지 보수가 필요 없는 애플리케이션에서 풍속을 측정하는 데 사용된다. 이름에서 알 수 있듯이 초음파 풍속 센서는 고주파 소리를 사용하여 풍속을 측정한다. 초음파 풍속계에는 두세 쌍의 송수신기가 있다. 각 송신기는 지속적으로 고주파 소리를 수신기로 보낸다. 내부의 전자 회로는 소리가 각 송신기에서 해당 수신기로 이동하는 데 걸리는 시간을 측정한다. 바람이 부는 방식에 따라 일부 소리 빔은 다른 빔보다 더 많은 영향을 받아 속도가 매우 미묘하게 느려지거나 빨라진다. 회로는 빔의 속도 차이를 측정하고 이를 사용하여 바람이 얼마나 빠르게 불고 있는지 계산한다.
음향 공명 풍속 센서는 초음파 센서의 변형이다. 비행 시간 측정 대신 음향 공명 센서는 작고 특수 제작된 공동 내에서 공명 음파를 사용한다. 공동 내에는 초음파 변환기 배열이 내장되어 있으며, 이는 초음파 주파수에서 별도의 정상파 패턴을 생성하는 데 사용된다. 바람이 공동을 통과하면 파동의 특성(위상 편이)이 변한다. 각 변환기에 의해 수신된 신호의 위상 편이량을 측정하고 데이터를 수학적으로 처리함으로써 센서는 풍속과 방향을 정확하게 수평으로 측정할 수 있다.
풍속 측정에 사용되는 또 다른 도구에는 GPS와 피토 튜브의 조합이 포함된다. 유체 흐름 속도 도구인 피토 튜브는 주로 항공기의 대기 속도를 결정하는 데 사용된다.

## 구조 설계

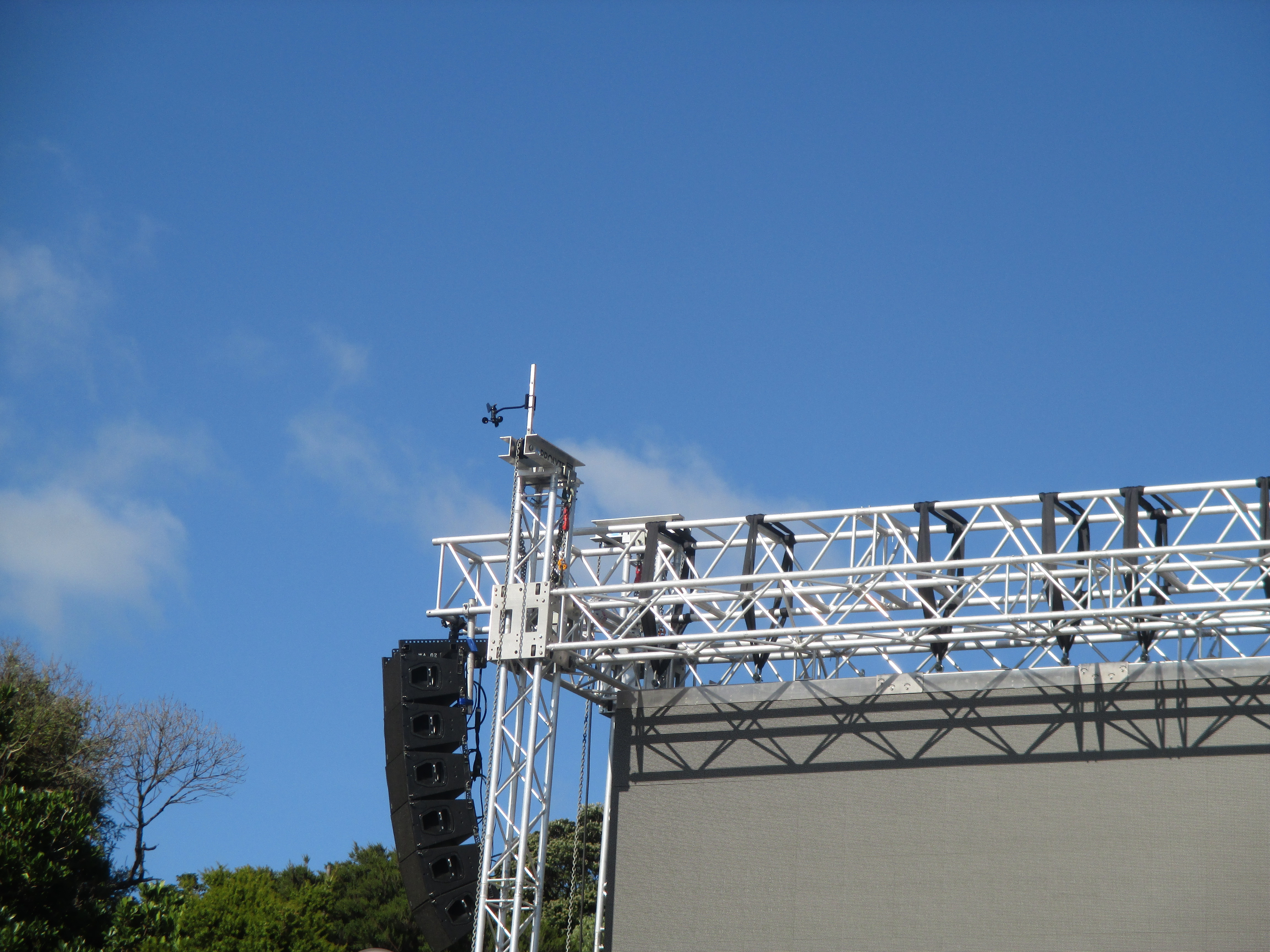
야외 무대 세트에 설치된 풍속계, 풍속 측정용

풍속은 전 세계 구조물 및 건물의 설계에 일반적으로 고려되는 요소이다. 이는 종종 구조물 설계에 필요한 횡력의 결정적인 요소가 된다.
미국에서는 설계에 사용되는 풍속을 종종 "3초 돌풍"이라고 부른다. 이는 3초 동안 지속된 가장 높은 돌풍으로, 연간 50분의 1의 확률로 초과될 수 있는 돌풍이다 (ASCE 7-05, ASCE 7-16으로 업데이트). 이 설계 풍속은 미국의 대부분의 건축법에서 받아들여지며 종종 건물 및 구조물의 횡력 설계를 좌우한다.
캐나다에서는 설계에 기준 풍압이 사용되며, 이는 연간 50분의 1의 확률로 초과될 수 있는 "시간당 평균" 풍속을 기반으로 한다. 기준 동압 q는 공식 q = ρv2 / 2를 사용하여 계산되며, 여기서 ρ는 공기 밀도이고 v는 풍속이다.
역사적으로 풍속은 다양한 평균 시간(최대 마일, 3초 돌풍, 1분, 시간당 평균 등)으로 보고되었으며, 설계자는 이를 고려해야 할 수도 있다. 풍속을 한 평균 시간에서 다른 평균 시간으로 변환하기 위해 더스트 커브(Durst Curve)가 개발되었으며, 이는 일정 초 동안 평균된 예상 최대 풍속과 1시간 동안의 평균 풍속 사이의 관계를 정의한다.

## 같이 보기
- 벡터장
- 델 (연산자)
- 벡터공간
- 바람
- 기압
- 유체역학